# Henry Kater
Henry Kater [hénri kêter], FRS, angleški fizik in častnik nemškega porekla, * 16. april 1777, Bristol, Anglija, † 26. april 1835, York Gate.

## Življenje in delo
Kater se je najprej namenil študirati pravo, vendar je po očetovi smrti leta 1794 ta študij opustil in vstopil v vojsko. Častniški čin je prejel v 12. pehotnem polku, ki je bil nastanjen v Indiji. Tu je pomagal Lambtonu pri geodezijskih meritvah Indije. Zaradi slabega zdravja se je moral vrniti v Anglijo. Leta 1808, tedaj poročnik, se je vpisal na Kraljevi vojaški kolidž v Sandhurstu. Kmalu je prejel čin stotnika. Leta 1814 se je upokojil in se posvetil znanstvenemu raziskovanju.
Njegov prvi pomembni dosežek k znanju je bila primerjava prednosti Cassegrainovega in Gregoryjevega daljnogleda, kjer se je izkazalo da je Gregoryjev tip slabši.
Najpomembnejše njegovo delo je izum Katerjevega nihala, s katerim je bilo moč meriti težni pospešek, najprej v Londonu, nato pa drugod po državi.
Kot izumitelj pomičnega kolimatorja je Kater veliko prispeval k praktični astronomiji (Phil. Trans., 1825, 1828). Objavil je tudi razpravi (Phil. Trans., 1921, 1831) o britanskih standardih za dolžino in maso. Leta 1832 je objavil poročilo o svojem delu pri preverjanju ruskih standardov za dolžino. Podal je primerjavo med angleškim jardom in metrom, iz katere je sledila vrednost ruskega čevlja: 1 ruski čevelj = 0,304794494 m. Katerjevo vrednost so v Rusiji uzakonili in je še v začetku 20. stoletja služila kot osnovna meroslovna količina.
Raziskoval je tudi kompasne igle. Mnogo rezultatov poskusov je objavil v predavanju O najboljšem jeklu in obliki za kompasno iglo (On the Best Kind of Steel and Form for a Compass Needle, Phil. Trans., 1821). Razpravo o mehaniki v Lardnerjevem delu Cabinet Cyclopedia je delno napisal Kater. Njegovo zanimanje za čisto astronomska vprašanja je razvidno iz dveh dopisov reviji Kraljeve astronomske družbe Memoirs za 1831 do 1833: opazovanje zunanjega Saturnovega obroča in metoda za določanje zemljepisne dolžine s pomočjo Luninih mrkov.

## Priznanja
Za delo o ruskih standardnih dolžinskih enotah je leta 1814 prejel red svete Ane, tega leta pa so ga izbrali za člana Kraljeve družbe iz Londona.

### Nagrade
Leta 1817 mu je Kraljeva družba podelila Copleyjevo medaljo, leta 1831 pa mu je Kraljeva astronomska družba podelila zlato medaljo.

### Osmrtnice
- MNRAS 3 (1836) 155

1. 1 2  SNAC — 2010.
2. 1 2  data.bnf.fr: platforma za odprte podatke — 2011.